# Заполье (Ефремовский район)
Заполье — упразднённая деревня в Ефремовском районе Тульской области России.

## География
Урочище находится в юго-восточной части Тульской области, в лесостепной зоне, к востоку от автодороги М4, на расстоянии примерно 9 километров (по прямой) к востоку от города Ефремова, административного центра округа. Абсолютная высота — 211 метров над уровнем моря.

### Климат
Климат характеризуется как умеренно континентальный, с умеренно холодной снежной зимой и тёплым летом. Среднегодовая многолетняя температура воздуха составляет +4 — +4,6°С. Средняя температура воздуха самого холодного месяца (января) — −6,7 °C (абсолютный минимум — −46 °C), средняя температура самого тёплого (июля) — +18 °С (абсолютный максимум — +38 °C). Безморозный период длится в среднем 149 дней. Среднегодовое количество атмосферных осадков составляет 650—730 мм, из которых большая часть (около 460 мм) выпадает в тёплый период. Снежный покров держится в течение 130—145 дней. Среднегодовая скорость ветра составляет 3,6 м/с.

## История
В «Списке населенных мест Тульской губернии по сведениям 1859 года» населённый пункт упомянут как владельческая деревня Ефремовского уезда, расположенная по левую сторону Елецкого почтового тракта, при пруде, в 12 верстах от уездного города. В деревне насчитывалось 12 дворов и проживало 114 человек (54 мужчины и 60 женщин).
По состоянию на 1926 год, в Заполье имелось 24 крестьянских хозяйства и проживало 125 человек (52 мужчины и 73 женщины). В административном отношении деревня входила в состав Кобылинского сельсовета.